# Черноусов Артем Анатолійович
Артем Анатолійович Черноусов (рос. Артём Анатольевич Черноусов, нар. 10 січня 1996) — російський стрілець, срібний призер Олімпійських ігор 2020 року, чемпіон світу Європи.

## Виступи на Олімпіадах
| Олімпіада  | Дисципліна                              | Місце |
| ---------- | --------------------------------------- | ----- |
| Токіо 2020 | пневматичний пістолет, 10 метрів        | 11    |
| Токіо 2020 | пневматичний пістолет, 10 метрів, мікст | 2     |

## Зовнішні посилання
- Артем Черноусов [Архівовано 10 лютого 2021 у Wayback Machine.] на сайті ISSF